# Гробница Фирдоуси
Гробница Фирдоуси (перс. آرامگاه فردوسی‎) — мемориальный комплекс из белого мрамора, расположенный в Тусе, провинция Хорасан-Резави, Иран. Посвящен великому персидскому поэту, «отцу персидского языка» Хакиму Абулькасиму Мансуру Хасану Фирдоуси Туси.

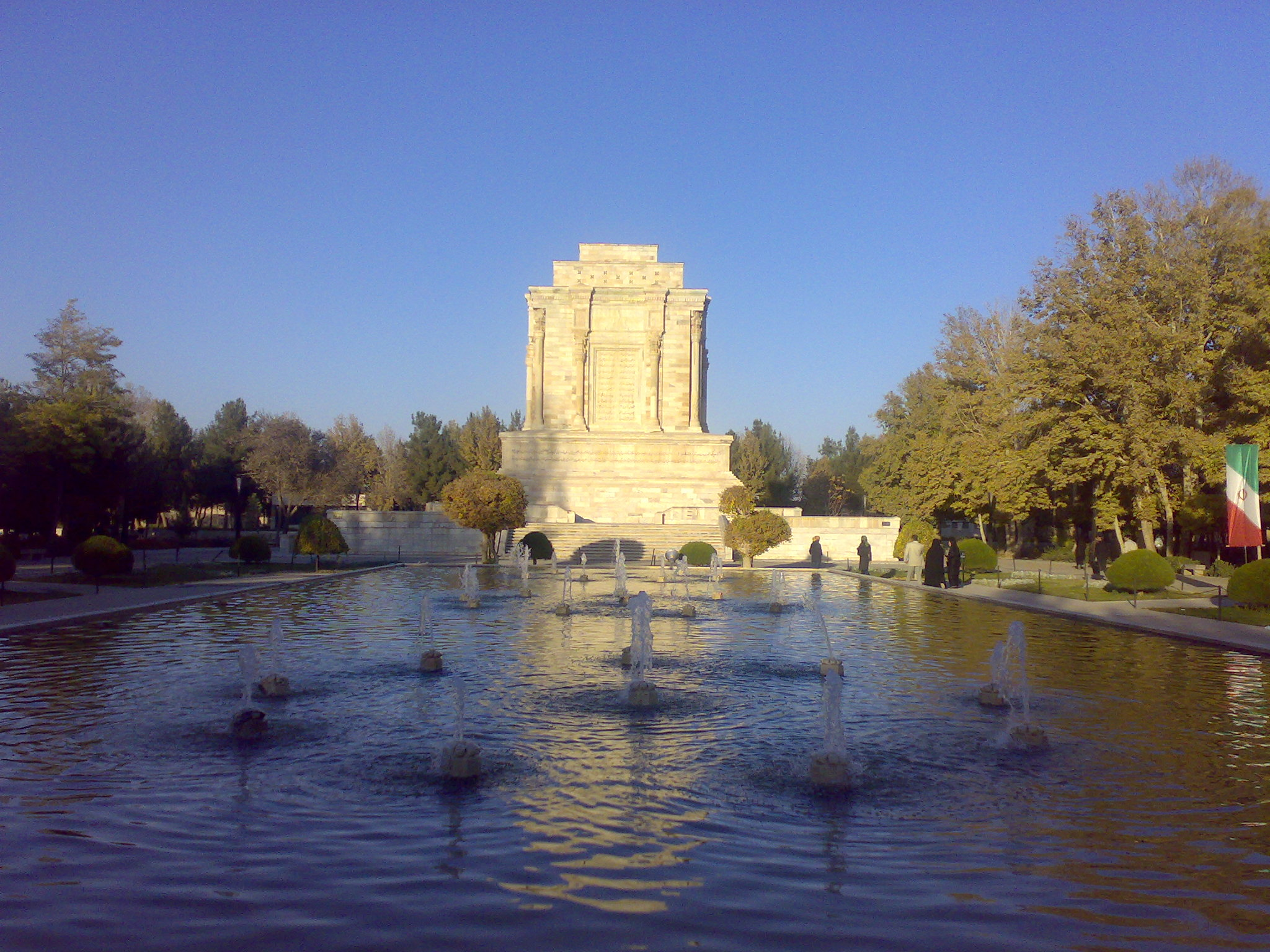
Панорамный вид на гробницу Фирдоуси

## Расположение
Гробница Фирдоуси находится в Тусе, в 25 километрах к северо-западу от Мешхеда (столицы провинции Хорасан-Резави) между двумя деревнями — Тус-е Софали и Эсламие. Добраться до Туса можно по автомагистрали «Мешхед — Кучан».

## Описание
Комплекс построен в стиле традиционного персидского сада «чахарбаг» (перс. چهارباغ‎). В центре сада находится сооружение, большая часть которого сделана из белого мрамора. Его можно разделить на фундамент и кубическую конструкцию на нем, украшенную с каждой стороны колоннами, рельефами со сценами из «Шахнаме» и отрывками из поэмы. Использован традиционный шрифт персидской каллиграфии — насталик. Гробница также украшена цветочными орнаментами.
Тело поэта покоится под верхней частью конструкции. У гробницы есть двенадцать ступенек, ведущих от нижней точки фундамента до начала кубической конструкции.
Уникальной особенностью конструкции является тот факт, что по архитектурным характеристикам она напоминает гробницу Кира Великого в Пасаргадах. Это сходство преднамеренно, так как таким образом архитектор должен был приблизить конструкцию к традиционному стилю эпохи Ахаменидов. Каждая сторона гробницы украшена высеченным на ней фаравахаром — символом зороастризма.
Внутренние стены гробницы украшены главными сценами из героического эпоса «Шахнаме». Внутреннее убранство мавзолея было создано архитектором Феридуном Садеки. Он спроектировал высокореалистичные сюжеты, используя статуи и рельефы героев поэмы. Богатырь Рустам участвует почти по всех сценах, изображенных на стенах.
Непосредственно на мраморной могиле Фирдоуси выбиты строки на персидском языке, описывающий вклад поэта в персидскую литературу. Тут также есть даты рождения и смерти Фирдоуси и дата постройки мавзолея.

## История
Фирдоуси, выдающийся персидский поэт, автор знаменитого героического эпоса «Шахнаме» скончался в 1020 году в Тусе — там же, где родился. Признание к нему пришло уже после смерти. В течение девяти веков у Фирдоуси был очень скромный мавзолей: один из правителей династии Газневидов приказал построить небольшой храм в саду дома, где дочь Фирдоуси похоронила отца. Позднее Абдулла-хан II (1533—1598) велел провести работы по восстановлению этого храма.
В начале XX века правительство Ирана начало осознавать важность национальной идентичности для управления государством с такой богатой историей.
В 1934 году правительство Резы Шаха Пехлеви признало культурную и литературную важность Фирдоуси и приняло решение о построении монументального мавзолея в его честь. Главой проекта выступил иранский архитектор Хадж Хоссейн Лурзаде, который к тому моменту уже создал огромное количество архитектурных шедевров в Иране, таких как дворец шаха в Рамсаре, мечеть имама Хусейна и часть ансамбля Мраморного дворца.
На торжественную церемонию открытия мавзолея, совпавшую с тысячелетием Фирдоуси, было приглашено огромное количество поэтов из разных стран, в том числе из Таджикистана (СССР), Индии, Германии, Франции, Великобритании и т. д. Позже на средства, собранные иранскими учеными, был возведен памятник поэту, который сейчас находится на другой стороне мемориального комплекса, прямо напротив гробницы.
Через некоторое время архитектор Карим Тахерзаде несколько изменил первоначальный облик культурного объекта: куполообразная форма гробницы поменялась на нынешний дизайн (форма параллелепипеда). Это было сделано специально: таким образом стиль гробницы Фирдоуси был приближен к стилю архитектуры Ахаменидской династии, а именно — к гробнице Кира Великого в Пасаргадах. Представитель зороастрийской партии Ирана в Меджлисе Кейхосров Шахрок особенно активно продвигал идею возрождения классического архитектурного стиля Ахаменидов и Сасанидов.
Династия Пехлеви использовала образ Фирдоуси как фактор, способный продвигать культурный престиж Ирана в мировом сообществе. Из-за такой эксплуатации шахом гробница оказалась на грани разрушения революционерами в 1979 году. Однако, непоправимого не произошло.